# Santana (Amapá)
Santana es un municipio de Brasil, situado al sudeste del estado de Amapá. Su población es de 58.010 habitantes (2014) y su extensión es de 1.578 km² (64,55 hab/km²). 
Limita al nordeste con el municipio de Macapá y al sudeste con el municipio de Mazagão. Forma una aglomeración urbana con Macapá.